# Gobichelifer chelanops
Gobichelifer chelanops es una especie de arácnido del orden Pseudoscorpionida de la familia Cheliferidae.

## Distribución geográfica
Se encuentra en Mongolia y Rusia.